# حسنی پاچر
حسنی پاچر، روستایی از توابع بخش دشمن‌زیاری شهرستان ممسنی در استان فارس ایران است.تنگه پر آب حسنی معروف و مورد علاقه دوستداران طبیعت هست.مستند کوله پشتی تصاویری از زیبایی این منطقه را در صدا و سیما پخش کرده است.
این روستا یک آبشار بسیار زیبا دارد که یکی از قشنگ ترین آبشار ها است که ارتفاع خیلی زیادی دارد و چشمهٔ کوچکی بسیار قشنگ کنار آن هست. 

## جمعیت
این روستا در دهستان دشمن‌زیاری قرار دارد و بر اساس سرشماری مرکز آمار ایران در سال ۱۳۸۵، جمعیت آن ۳۹۷ نفر (۹۱خانوار) بوده‌است.